# Norway (Iowa)
Norway – miasto w Stanach Zjednoczonych, w stanie Iowa, w hrabstwie Benton. W 2000 roku liczyło 601 mieszkańców.